# أوها (اسم)
أُوَهَا هو اسم علم مؤنث من أصل عربي، ومعناه هو كلمة تأوه أو توجع أو شكاية.